# Appenzeller Bahnen (2006)
De Appenzeller Bahnen (afgekort AB) is een Zwitserse particuliere spoorwegonderneming die vanaf 1 januari 2006 opereert. De Appenzeller Bahnen (AB) ontstonden op 1 januari 1988 door een fusie van de Appenzeller Bahn (AB) met de Elektrische Bahn Sankt Gallen-Gais-Appenzell (SGA).

## Geschiedenis
Tijdens de algemene vergadering in 2006 werd besloten met terugwerkende kracht van per 1 januari 2006 tot een fusie van de Appenzeller Bahnen met de Rorschach-Heiden-Bergbahn (RHB), met de Bergbahn Rheineck-Walzenhausen (RhW) en met de Trogenerbahn (TB). De tegenwoordige AB is volgens het Handelsregistereintrag op 26 juli 1886 opgericht.

## Trajecten
De treinen van de Appenzeller Bahnen rijden sinds 2006 op de volgende trajecten.

De smalspoortrajecten, overwegend meterspoor:
- Sankt Gallen - Gais - Appenzell
- Ruckhaldetunnel in het traject Sankt Gallen - Gais - Appenzell
- Gossau SG - Appenzell
- Appenzell - Wasserauen
- Altstätten SG - Gais
- St. Gallen - Trogen

Voormalige kabelspoorweg.
- Rheineck - Walzenhausen (Spoorwijdte = 1200 mm)

Het normaalspoor traject:
- Rorschach - Heiden

## Geplande verbindingslijn
Er bestonden plannen om een verbindingslijn door de stad St. Gallen aan te leggen. Inmiddels allang in gebruik genomen. In oktober 2018.Door deze verbinding kunnen de treinen van Trogen via Speicher en St. Gallen door rijden naar Teufen en Gails naar Appenzell. De treinen worden op een deel van het traject tussen St. Gallen en Riethüsli worden niet meer gehinderd door een tandstaaf. De plannen omvatte de bouw van een tunnel traject tussen St. Gallen en Riethüsli ter vervanging van het traject met tandstaaf. Voor het gebruik van de verbindingslijn zouden de nieuwe TB voertuigen kunnen worden gebruikt met aanpassingen door het verhogen van de bovenleiding spanning van 1000 volt op 1500 volt gelijkstroom op het traject van St. Gallen – Trogen. Op het traject van St. Gallen – Appenzell moesten de wissels aangepast aan de tramwielen van het TB.
De kosten van het project werden tegenwoordig geschat op 80 miljoen Zwitserse frank.

## Tandradsysteem
De AB maakt op het huideige traject van het station St. Gallen naar de halte Riethüsli gebruik van het tandradsysteem Riggenbach. Riggenbach is een tandradsysteem ontwikkeld door de Zwitserse constructeur en ondernemer Niklaus Riggenbach (1817-1899).

## Voormalige ondernemingen
De Appenzeller Bahnen onderstaande ondernemingen:
- Appenzeller Bahnen (1988–2006) (AB)
  - Appenzeller Bahn (AB) – tot 1885 Schweizerische Gesellschaft für Localbahnen (SGL/SLB)
    - Appenzell–Weissbad–Wasserauen-Bahn (AWW) – tot 1939 Säntis-Bahn (SB)

  - Elektrische Bahn Sankt Gallen-Gais-Appenzell (SGA) – tot 1931 Appenzeller-Strassenbahn-Gesellschaft (ASt)
    - Altstätten–Gais-Bahn (AG)
- Trogenerbahn (TB)
- Rorschach-Heiden-Bergbahn (RHB)
- Bergbahn Rheineck-Walzenhausen (RhW)

## Elektrische tractie
De trajecten van de AB (1988) werd geëlektrificeerd met een spanning van 1500 volt gelijkstroom.
Het traject van de TB werd geëlektrificeerd met een spanning van 1000 volt gelijkstroom.
Het dal traject van de RhW in 1909 geëlektrificeerd met een spanning van 600 volt gelijkstroom. In 1958 werd het gehele traject geëlektrificeerd.
Het traject van de RHB werd in 1930 geëlektrificeerd met een spanning van 15.000 volt 16,7 Hz wisselstroom.